# Araeoncus femineus
Araeoncus femineus là một loài nhện trong họ Linyphiidae.
Loài này thuộc chi Araeoncus. Araeoncus femineus được Carl Friedrich Roewer miêu tả năm 1942.